# علی‌رضا آساهی
علیرضا آساهی (۲۷ مارس ۱۹۷۴ – ۲۳ ژانویهٔ ۲۰۲۵) ورزشکار پرورش اندام افغانستانی بود. از قوم هزاره بود مدال آور افغانستان است  اما پسرش کیهان آساهی 
برای مردم افغانستان وعده داده جای خالی پدر خود را 
برای مردم افغانستان پر میکونید بیبنم چی میشود 
اما مرگ قهرمان برای مردم افغانستان خیلی یک ضایع بزرگ بود اما معلوم شود علی بلال میتواند مثل آساهی مدال برای افغانستان بیاورد یا خیر 

## آغاز زندگی
علیرضا آساهی ورزشکار پرورش اندام افغانستان، زاده ایران و با اصالت کلوله‌پشته کابل بود.

## تحصیلات
علیرضا آساهی دوره ابتدایی را در ایران فرا گرفت. در زمان دانشگاه با ضمانت چهار تن از استادانش با شماری از هم‌صنفی‌هایش بر سر کلاس‌های درس حاضر می‌شدند. اما هنگام ورود بازرسان دولت، کلاس درس را ترک می‌کردند. چون به‌صورت رسمی ثبت‌نام نشده بودند. او با وجود این وضعیت در رشته زبان و ادبیات فارسی تا مقطع کارشناسی تحصیل کرد. او شاعر هم بود.

## زندگی ورزشی
علیرضا آساهی در آغاز به صورت منظم زیر نظر یک مربی افغان به تمرین کاراته پرداخت. او که استعداد پرورش خود را بالا می‌دید با وجود داشتن دان ۳ کاراته به پرورش اندام رو آورد. او پس از بازگشت به افغانستان برگشت به تمرینات ورزشی ادامه داد و در رقابت‌های ملی پرورش اندام شرکت کرد. او گفته بود: «می‌خواستند در یک تصادف ساختگی جانم را بگیرند، اما زنده ماندم، ولی پایم از ناحیه‌ زانو شکست و مدتی از تمرینات دور ماندم.»
علیرضا آساهی در سال‌های ۱۴۰۲ و ۱۴۰۳ مدال طلای پیشکسوتان در چهاردهمین و پانزدهمین دور مسابقات جهانی پرورش اندام را برای افغانستان به ارمغان آورد. او در در نوامبر ۲۰۲۳ توانست مدال طلای رقابت‌های پرورش اندام در دسته پیشکسوتان بالای ۴۰ سال را در شهر وون‌جو کره جنوبی به‌دست‌آورد. او نخستین نماینده و مدال آور افغانستان در این رقابت‌ها بود که با حضور ۴۸ کشور جهان برگزار شد. وی در همان رویداد ورزشی در بخش جوانان هم شرکت کرد و در وزن زیر ۹۰ کیلوگرم مقام چهارم را بدست آورد.
آساهی در سال ۱۴۰۳ در مسابقات جهانی پرورش اندام در مالدیو در وزن بالای ۸۰ کیلوگرم در رشته پرورش اندام پیشکسوتان قهرمان شد.

## درگذشت
علیرضا آساهی در ۲۳ ژانویه ۲۰۲۵ در سن ۵۱ سالگی بر اثر سکته قلبی در کابل درگذشت.

## واکنش‌ها به مرگ وی
- حامد کرزی رئیس‌جمهور پیشین افغانستان مرگ او را یک ضایعه بزرگ خواند و از «همت بلند» این قهرمان در رشته پرورش اندام ستایش کرد.[۲]
- راشد خان آرمان، ستاره کریکت افغانستان در صفحهٔ فیسبوکش ابراز تاسف کرده و گفت: «خود را در این غم با خانواده‌اش شریک می‌دانم.»[۲]
- راشد خان، برخی مسئولان فدراسیون فوتبال افغانستان و ریاست تربیت بدنی افغانستان در کنترل حکومت طالبان خواهان کمک به خانواده آساهی شدند.[۲]
- عبدالله عبدالله، رئیس شورای مصالحه ملی هم گفت: «یاد و خاطرات روان‌شاد آساهی به عنوان نماد تلاش، سخت کوشی، پشتکار و حوصله برای افتخار آفرینی به مردم افغانستان جاویدان خواهد ماند.»[۲]